# Isidor Ėmmanuilovič Gukovskij
Isidor Ėmmanuilovič Gukovskij (in russo Иси́дор Эммануи́лович Гуко́вский?; San Pietroburgo, 1871 – Tallinn, 1921) è stato un rivoluzionario e politico russo.

## Biografia
Nato a San Pietroburgo nella famiglia di un commerciante, lavorò come aiuto farmacista. Iniziò la militanza rivoluzionaria nel 1898 entrando a far parte delle organizzazioni dei lavoratori di Kolpino e pubblicando la rivista La bandiera del lavoro (Rabočee Znamja).
In seguito fu dapprima imprigionato e poi condannato a cinque anni di confino nella gubernija dello Jenisej per istigazione allo sciopero dei lavoratori dell'Ingria e per appartenenza al Partito Socialdemocratico. Rientrato nel 1904, si recò a Baku, dove lavorò nell'organizzazione socialdemocratica sotto il nome di Fëdor Ismajlovič. Nel 1906 si trasferì prima a Odessa e poi all'estero. Nel 1907 tornò in Russia e fu nuovamente processato, ma questa volta venne assolto.
Visse poi a Mosca fino alla Rivoluzione di febbraio, dopo la quale fu nominato commissario del popolo alle finanze e, nel 1920, ambasciatore della RSFSR in Estonia.
L'anno dopo morì a Tallinn di polmonite.